# 曹州
曹州（そうしゅう）は、中国にかつて存在した州。南北朝時代から清代にかけて、現在の山東省菏沢市一帯に設置された。

## 魏晋南北朝時代
527年（孝昌3年）、北魏により設置された西兗州を前身とする。北周により曹州と改称された。

## 隋代
隋初に曹州は2郡6県を管轄した。607年（大業3年）、郡制施行に伴い曹州は済陰郡と改称され、下部に9県を管轄した。隋代の行政区分に関しては下表を参照。
| 隋代の行政区画変遷 | 隋代の行政区画変遷   | 隋代の行政区画変遷 | 隋代の行政区画変遷 | 隋代の行政区画変遷 | 隋代の行政区画変遷 | 隋代の行政区画変遷                                             |
| 区分               | 開皇元年             | 開皇元年           | 開皇元年           | 開皇元年           | 区分               | 大業3年                                                        |
| ------------------ | -------------------- | ------------------ | ------------------ | ------------------ | ------------------ | -------------------------------------------------------------- |
| 州                 | 曹州                 | 汴州               | 徐州               | 兗州               | 郡                 | 済陰郡                                                         |
| 郡                 | 済陰郡               | 陽夏郡             | 永昌郡             | 高平郡             | 県                 | 済陰県 定陶県 冤句県 乗氏県 済陽県 外黄県 成武県 金郷県 単父県 |
| 県                 | 定陶県 冤句県 乗氏県 | 済陽県 外黄県      | 成武県             | 金郷県             | 県                 | 済陰県 定陶県 冤句県 乗氏県 済陽県 外黄県 成武県 金郷県 単父県 |

## 唐代
621年（武徳4年）、唐により済陰郡は曹州と改められた。742年（天宝元年）、曹州は済陰郡と改称された。758年（乾元元年）、済陰郡は曹州の称にもどされた。曹州は河南道に属し、済陰・考城・冤句・乗氏・南華・成武の6県を管轄した。

## 宋代
1102年（崇寧元年）、北宋により曹州は興仁府に昇格した。興仁府は京東西路に属し、済陰・宛亭・乗氏・南華の4県を管轄した。1129年（天会7年）、興仁府は金に占領され、曹州の称にもどされた。曹州は山東西路に属し、済陰・定陶・東明の3県と濮水鎮を管轄した。

## 元代
元のとき、曹州は中書省に属し、済陰・成武・定陶・禹城・楚丘の5県を管轄した。

## 明代以降
明のとき、曹州は兗州府に属し、曹・定陶の2県を管轄した。
1724年（雍正2年）、清により曹州は直隷州に昇格した。1735年（雍正13年）、曹州直隷州は曹州府に昇格した。曹州府は山東省に属し、直属の菏沢・単・鉅野・鄆城・成武・曹・定陶の7県と濮州に属する范・観城・朝城の3県、合わせて1州10県を管轄した。
1913年、中華民国により曹州府は廃止された。